# Премія Еразма
Премія Еразма — щорічна премія, що вручається з 1958 року нідерландською некомерційною організацією «Фонд Еразма» особам або інституціям, які зробили значний внесок у європейську культуру, суспільне життя, соціальні науки. Фонд і премія носять ім'я Еразма Роттердамського. Грошова частина премії становить 150 тисяч євро.

## Лауреати
- 1958 — народ Австрії
- 1959 — Карл Ясперс
- 1960 — Марк Шагал, Оскар Кокошка
- 1962 — Романо Гвардіні
- 1963 — Мартин Бубер
- 1964 — Міжнародна спілка академій
- 1965 — Чарлі Чаплін, Інгмар Бергман
- 1966 — Герберт Рід, Рене Юіг
- 1967 — Ян Тінберген
- 1968 — Генрі Мур
- 1969 — Габрієль Марсель, Карл Фрідріх фон Вайцзеккер
- 1970 — Ганс Шарун
- 1971 — Олів'є Мессіан
- 1972 — Жан Піаже
- 1973 — Клод Леві-Стросс
- 1974 — Нінетт де Валуа, Моріс Бежар
- 1975 — Ернст Ґомбріх
- 1976 — Міжнародна амністія
- 1977 — Вернер Кегі, Жан Моне
- 1978 — Театр маріонеток
  - «La Marionettistica» Братів Наполі
  - «Ţǎndǎrica» Маргарети Нікулеску
  - «Théatre du Papier» Іва Жолі
  - «Bread and Puppet» Петера Шумана
- 1979 — газети Ді Цайт,Ноє Цюрхер Цайтунг
- 1980 — Ніколаус Арнонкур, Густав Леонгардт
- 1981 — Жан Пруве
- 1982 — Едвард Шіллебек
- 1983 — Раймон Арон, Ісайя Берлін, Лешек Колаковський, Маргеріт Юрсенар
- 1984 — Массімо Паллоттіно
- 1985 — Поль Делувріє
- 1986 — Вацлав Гавел
- 1987 — Александ Кінг
- 1988 — Жак Леду
- 1989 — Міжнародна комісія юристів
- 1990 — Грехем Кларк
- 1991 — Бернард Гайтінк
- 1992 — Симон Візенталь, Головний архів Індій
- 1993 — Петер Штайн
- 1994 — Зігмар Польке
- 1995 — Ренцо Піано
- 1996 — Вільям Макнілл
- 1997 — Жак Делор
- 1998 — Маурісіо Кагель, Пітер Селларс
- 1999 — Мері Робінсон
- 2000 — Ханс ван Манен
- 2001 — Адам Міхнік, Клаудіо Магріс
- 2002 — Бернд і Гілла Бехери
- 2003 — Ален Девідсон
- 2004 — Фатіма Мернісі
- 2005 — Сімон Шафер, Стівен Шапін
- 2006 — П'єр Бернар
- 2007 — Петер Форгач
- 2008 — Ян Бурума
- 2009 — Антоніо Кассезе, Бенджамін Ференц
- 2010 — Хосе Антоніо Абреу
- 2011 — Жоан Бускетс
- 2012 — Деніел Деннет
- 2013 — Юрген Габермас
- 2014 — Frie Leysen
- 2015 — Вікіпедійна спільнота[7]
- 2016 — Антонія Баєтт
- 2017 — Мішель Ламонт
- 2018 — Барбара Еренрайх
- 2019 — Джон Кулідж Адамс
- 2021 — Грейсон Перрі
- 2022 — Давид Гросман